# Acanthoptura
Acanthoptura är ett släkte av skalbaggar som ingår i familjen långhorningar.

## Arter
- Acanthoptura denticollis Holzschuh, 1993
- Acanthoptura pallescens (Holzschuh, 1993)
- Acanthoptura sericeicollis Holzschuh, 1993
- Acanthoptura simplicicollis Holzschuh, 1993
- Acanthoptura spinipennis Fairmaire, 1894
- Acanthoptura truncatipennis Holzschuh, 1993